# سنیت
سنیت (به لاتین: Snět) یک منطقهٔ مسکونی در جمهوری چک است که در ناحیه بنشوو واقع شده‌است.